# Undipofik
Az Undipofik (eredeti cím: UglyDolls) 2019-ben bemutatott amerikai 3D-s számítógépes animációs zenés filmvígjáték, amelyet Kelly Asbury rendezett.
A forgatókönyvet Alison Peck és Robert Rodríguez írta. A producerei Jane Hartwell, Robert Rodríguez és Oren Aviv. A film zeneszerzője Christopher Lennertz. A film gyártója a STX Family, a Reel FX Animation Studios, az Alibaba Pictures, a Huaxia Film Distribution és a Original Force, forgalmazója a STX Entertainment.
Amerikában 2019. május 3-án, Magyarországon 2019. május 16-án mutatták be a mozikban.

## Szereplők
| Szereplő         | Eredeti hang     | Magyar hang         |
| ---------------- | ---------------- | ------------------- |
| Moxy             | Kelly Clarkson   | Vágó Bernadett      |
| Lou              | Nick Jonas       | Miller Dávid        |
| Mandy            | Janelle Monáe    | Andrádi Zsanett     |
| Ox               | Blake Shelton    | Stohl András        |
| Uglydog          | Pitbull          | Ganxsta Zolee       |
| Wage             | Wanda Sykes      | Koós Réka           |
| Lucky Bat        | Wang Leehom      | Miller Zoltán       |
| Babo             | Gabriel Iglesias | Kálloy Molnár Péter |
| Wedgehead        | Emma Roberts     | F. Nagy Erika       |
| Tuesday          | Bebe Rexha       | Dobó Enikő          |
| Kitty            | Charli XCX       | Csifó Dorina        |
| Lydia            | Lizzo            | Haffner Anikó       |
| Peggy            | Ice-T            | Szalay Csongor      |
| Meghan           | Natalie Martinez | Szabó Luca          |
| Michael          | Stephen Zimpel   | Posta Victor        |
| Nolan            | Enrique Santos   | Előd Álmos          |
| Férfi a tömegben | TBA              | Papucsek Vilmos     |